# Ananda Marga

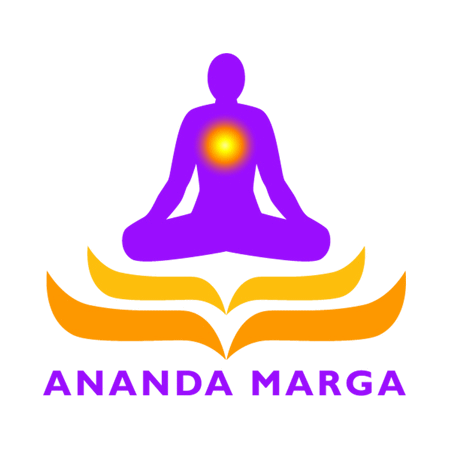
Logo

Ananda Marga (Yoga Society) is een sociaal-spirituele organisatie, die werd opgericht in de staat Bihar, India in 1955. De stichter is de ziener en filosoof Prabhat Rainjan Sarkar (1921-1990), beter bekend als goeroe Shrii Shrii Anandamurti. De tantra van Ananda Marga is een synthese van vijf tantra-stromingen (painca-tantra): Shaeva Tantra, Vaishnava Tantra, Shakta Tantra, Ganapati (Ganesha) Tantra en Saora (Surya) Tantra. De tantrische benadering van de spiritualiteit is een andere dan de vedische. De yoga is een combinatie van karma-yoga, jnana-yoga, bhakti-yoga en raja-yoga.

## Geschriften
De hoofdgeschriften zijn de Ananda sutram (spirituele en sociale filosofie) en de Subhasita Samgraha (uitvoerige bespreking van de filosofie).
Ananda Marga onderscheidt zich van de hoofdstroom van de Indiase spiritualiteit door een aantal zaken:
- Een beroep op het neohumanisme van Prabhat Rainjan Sarkar, dat qua filosofie een dharmische weg is.
- Meditatiecentra (jagrti's), wekelijkse groepsmeditaties en regelmatige meditatie-retraites.
- Nadruk op het zich inzetten voor anderen door belangeloze, sociale dienstverlening (parallel met het christendom) middels de suborganisaties AMURT (Ananda Marga Universal Relief Team) en AMURTEL (geleid door vrouwen).
- Yogadisciplines zoals regelmatig mediteren, hatha-yoga, vasten, het volgen van een sattvisch of zuiver dieet, kiirtan en het volgen van de morele codes van Yama & Niyama
- Een eigen filosofie en eigen geschriften, deels door de stichter zelf geschreven en deels door anderen neergeschreven op basis van registraties van zijn voordrachten. In deze voordrachten wordt ook wel uit de Veda's geciteerd (uitleg en waar nodig verbetering).
- De interpretatie van de levens en leringen van Shiva en Krishna spelen een rol in de filosofie, maar ook de filosofie van Boeddha wordt geïnterpreteerd.
- Een Schrift die naast de eigen spirituele filosofie ook een sociale filosofie omvat, de sociaal-economische theorie PROUT (Progressive Utilisation Theory).
- Een rationele en universele benaderingswijze: Manava Dharma in plaats van bijvoorbeeld Hindoe Dharma.
- De hindoe-mythologie speelt geen rol; de geschiedenis en ontstaanswijze van onderdelen van deze mythologie komen in de eigen geschriften wel aan de orde.
- Geen geloof in avatara's of incarnaties van God.
- Mannelijke zowel als vrouwelijke celibatair levende, sociaal actieve monniken (dada's) en zusters (didi's), genaamd acharya's, die worden uitgezonden, instructies mogen geven in meditatietechnieken en yogahouding, asana's, en de sociale functies mogen begeleiden. Er is een kleiner aantal gehuwde acharya's.
- Geen erkenning van het kastenstelsel, maar actieve stimulering van cultureel gemengde huwelijken.
- Nadruk op de ondeelbaarheid van en solidariteit met de mensheid en de schepping.
- Omarming van de Advaetádvaetadvaetaváda = non-dualistisch dualistisch non-dualisme doctrine.
- Vóór wetenschappelijke vooruitgang en technologische innovatie.

## Voorschriften
- 1. Was na het plassen het urinewegorgaan met water.
- 2. Mannen moeten ofwel worden Circumcisie, ofwel de voorhuid te allen tijde naar achteren trekken.
- 3. Knip nooit het haar van de gewrichten van het lichaam.
- 4. Mannen moeten altijd kaopiina (laungot́á) gebruiken.
- 5. Doe vyápaka shaoca zoals aangegeven.
- 6. Baden volgens het voorgeschreven systeem.
- 7. Neem alleen sattvika (voelend) voedsel.
- 8. Observeer bijna zoals voorgeschreven.
- 9. Doe regelmatig sadhana.
- 10. Neem compromisloze striktheid en geloof in acht met betrekking tot de heiligheid van de Iśt'a (Doel).
- 11. Observeer compromisloze striktheid en geloof met betrekking tot de heiligheid van de Ádarsha (Ideologie).
- 12. Neem compromisloze striktheid en geloof in acht met betrekking tot de heiligheid van het Opperbevel.
- 13. Neem compromisloze striktheid en vertrouwen in acht met betrekking tot de heiligheid van de Gedragsregels.
- 14. Onthoud altijd de inhoud van uw eden.
- 15. Regelmatige deelname aan de wekelijkse dharmacakra bij de plaatselijke jágrti moet als verplicht worden beschouwd.
- 16. Let op C.S.D.K. (Gedragsregels, seminarie, dienstplicht, Kiirtana)